# Colotis erone
Colotis erone ist ein im Südosten Afrikas vorkommender Schmetterling (Tagfalter) aus der Familie der Weißlinge (Pieridae).

## Merkmale

### Falter
Die Falter erreichen eine Flügelspannweite von 45 bis 50 Millimetern bei den Weibchen sowie von 40 bis 45 Millimetern bei den Männchen. Zwischen den Geschlechtern besteht ein deutlicher Sexualdimorphismus. Beide Geschlechter haben weiße Flügel, von denen sich die schwarzen Adern nur schwach abheben. Bei den Weibchen kommen zwei unterschiedliche Farbvarianten vor: So ist der Apexbereich auf der Vorderflügeloberseite entweder dunkel graubraun mit weißen Flecken oder orange rot mit schwarzen Flecken gezeichnet. Ein sehr kleiner Diskalfleck hebt sich meist undeutlich ab. Vor dem Saum der Hinterflügeloberseite sind einige schwarze Punkte zu erkennen. Bei den Männchen ist der Apexbereich glänzend violett gefärbt und schwarz eingefasst. Auch bei ihnen ist der schwarze Diskalfleck sehr klein und punktförmig. Das Zeichnungsmuster der Flügeloberseiten scheint in stark abgeschwächter bzw. nahezu farbloser Form auf die Flügelunterseiten durch.

### Ähnliche Arten
Colotis ione unterscheidet sich bei den Weibchen durch dunkle Streifen auf der Vorderflügeloberseite. Bei den Männchen, die ebenfalls violette Flügelspitzen zeigen, heben sich die schwarzen Adern auf sämtlichen Flügeloberseiten sehr deutlich hervor.

## Verbreitung und Lebensraum
Das Vorkommen von Colotis erone erstreckt sich von Mosambik und Transvaal entlang der südafrikanischen Ostküste bis nach Port St. Johns und Durban sowie nach Eswatini. Die Art besiedelt bevorzugt Auwälder und bewaldete Savannen.

## Lebensweise

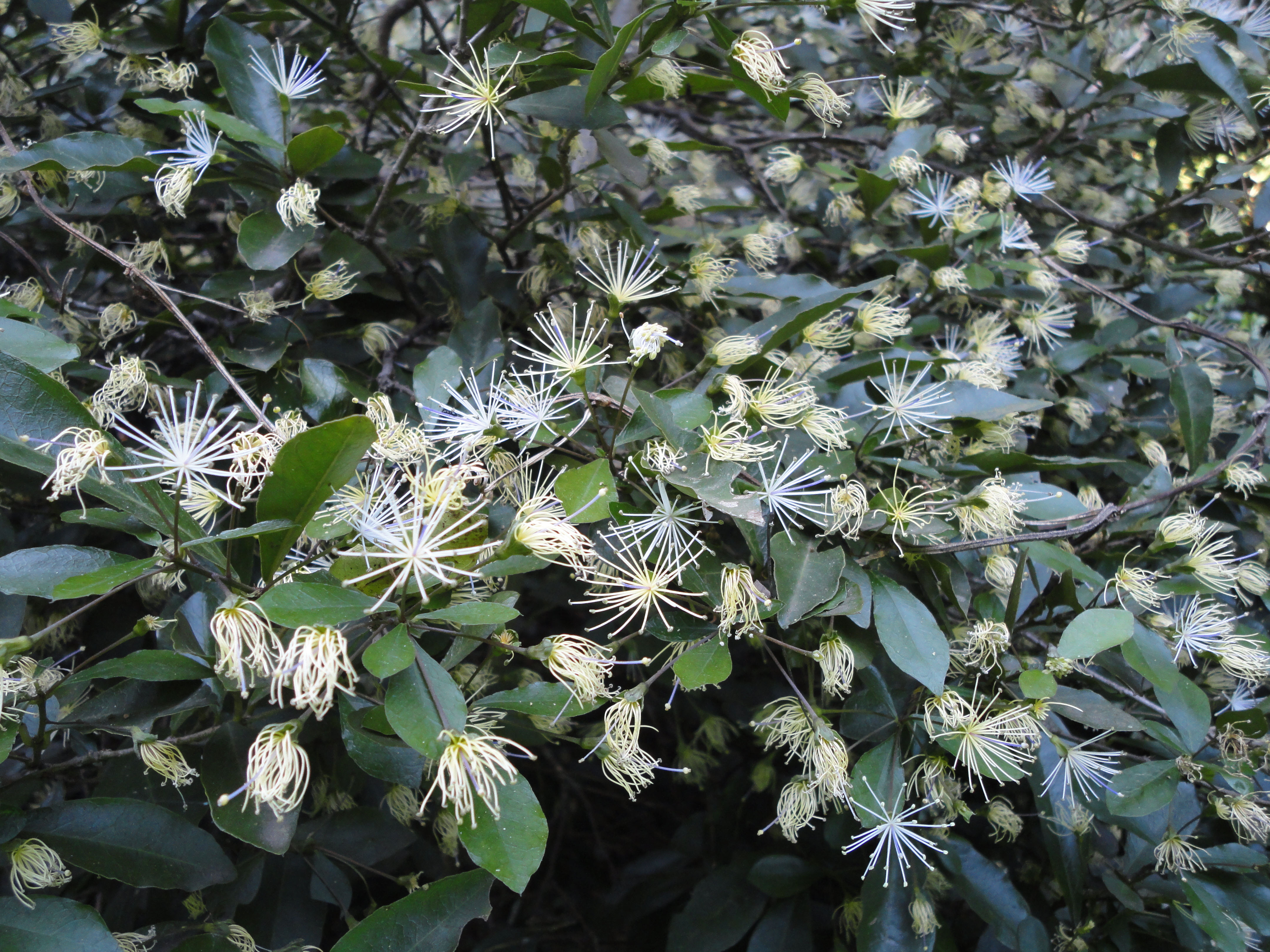
Maerua racemulosa, eine Nahrungspflanze der Raupen

Die Falter fliegen in mehreren Generationen das ganze Jahr hindurch. In den Monaten Dezember und Januar sowie zwischen März und Juli sind sie besonders zahlreich anzutreffen. Die Raupen leben ernähren sich von den Blättern der zu den Kaperngewächsen (Capparaceae) zählenden Pflanzenarten Maerua racemulosa sowie von Maerua pedunculosa.